# RuPaul's Drag U
RuPaul's Drag U (llamado también RuPaul's Drag University) fue un programa de telerrealidad y competencia derivado de RuPaul's Drag Race que inició su emisión el 19 de julio de 2010 a través del canal de televisión Logo. Estaba presentado por RuPaul y contaba con un equipo de drag queens como "profesoras". Finalizó el 6 de agosto de 2012.

## Formato
En cada episodio de RuPaul's Drag U se enseña a tres mujeres a maquillarse, vestirse y actuar como un drag queen, ayudadas por antiguas concursantes de RuPaul's Drag Race.

## Temporadas

### Temporada 1 (2010)
Los episodios comienzan con RuPaul presentando tres "estudiantes" a sus profesores drags asignados para cada episodio. Los estudiantes se encuentran con RuPaul, quien explica la competencia, y luego les pide que "caminen como drag" al Laboratorio de drag. Luego, los estudiantes se reúnen con sus profesores, quienes les hacen algunas preguntas íntimas e intentan descubrir qué les ha traído a Drag U. RuPaul presenta a cada estudiante su nombre y su imagen de "Dragulator", y les permite a los estudiantes y profesores comenzar a trabajar en sus imágenes. Cada episodio incluye un juego de "crédito adicional" en el que los estudiantes pueden ganar un premio especial. Luego toman parte en una lección de baile con el decano de baile para aprender la coreografía de su actuación. En el "Día de Draguation", las mujeres muestran sus atributos en la pista, realizan su rutina de baile y canción designada, y son calificadas por los jueces en el DPA. El estudiante con el DPA más alto gana y se le presenta un diploma y una boa de plumas de su profesor de drag, interpretando el tema principal del programa.

### Temporada 2 (2011)
Cuando la temporada 2 se iluminó en verde, se anunció a través de Facebook una convocatoria de casting para mujeres en el área del sur de California. El rodaje comenzó en enero de 2011 y se hicieron cambios para la nueva temporada. Los "mejores draguates" ahora ganan premios, que incluyen un premio en efectivo de aproximadamente $3,166.17 dólares. El crédito adicional anterior ha sido eliminado y ha sido reemplazado por "Lady Lessons", enseñado personalmente por Lady Bunny. Las damas asisten a una clase de danza impartida por los nuevos decanos de danza y luego pasan al recientemente renovado Lab Lab, donde las mujeres trabajan con sus profesores drag en su nueva imagen. Un nuevo segmento, llamado "Consejos del drag", presentado por un profesor drag, que revela algunos secretos de drag queen. Otro segmento, "A Word from RuPaul", muestra a RuPaul en su escritorio dando una sola palabra divertida. Al día siguiente, el "Día de la Dragueración", cada profesor presenta a sus estudiantes a amigos y familiares. Las damas se pavonean en la pista y actúan para el público. Los estudiantes ya no reciben calificaciones de letras, sino que se envían detrás del escenario a la sala verde mientras los jueces deliberan y deciden sobre un ganador. RuPaul está presente, pero no influye en el voto ni participa en él. RuPaul anuncia al ganador y el profesor del ganador le entrega su diploma y una boa de plumas en los colores púrpura y naranja de la universidad.

### Temporada 3 (2012)
La temporada 3 de RuPaul's Drag U comenzó a transmitirse en junio de 2012 en Logo Tv. La temporada 3 contó con profesores drag y recién llegados de las temporadas tres y cuatro de RuPaul's Drag Race. En la tercera temporada de Drag U, el segmento de RuPaul "A Word from RuPaul" se modificó para incluir definiciones de la palabra. Los "Consejos del drag" continuaron, presentando a un nuevo profesor cada semana, y Lady Bunny continuó presentando sus "Lady Lessons".

## Elenco
Las profesoras fueron:
| Profesoras        | Temporada | Temporada | Temporada | Apariciones | Temporadas de RuPaul's Drag Race                                                  |
| Profesoras        | 1         | 2         | 3         | Apariciones | Temporadas de RuPaul's Drag Race                                                  |
| ----------------- | --------- | --------- | --------- | ----------- | --------------------------------------------------------------------------------- |
| Raven             | Sí        | Sí        | Sí        | 12          | Temp. 2 - Finalista All-Stars - Finalista                                         |
| Jujubee           | Sí        | Sí        | Sí        | 12          | Temp. 2 - 3º lugar All-Stars - 3º/4º lugar All Stars 5 - Finalista                |
| Pandora Boxx      | Sí        | Sí        | Sí        | 10          | Temp. 2 - 5º lugar y Miss Simpatía All-Stars - 12º/11° lugar                      |
| Shannel           | Sí        | Sí        | Sí        | 8           | Temp. 1 - 4º lugar All Stars - 3º/4º lugar                                        |
| Morgan McMichaels | Sí        | Sí        | Sí        | 5           | Temp. 2 - 8º lugar All-Stars 3 - 5º lugar                                         |
| Ongina            | Sí        | Sí        | No        | 5           | Temp. 1 - 5º lugar All Stars 5 - 9* lugar                                         |
| Tammie Brown      | Sí        | No        | No        | 1           | Temp. 1 - 8º lugar All-Stars - 9º/10º lugar                                       |
| Nina Flowers      | Sí        | No        | No        | 1           | Temp. 1 - Finalista y Miss Simpatía All-Stars - 9º/10º lugar                      |
| Manila Luzon      | No        | Sí        | Sí        | 4           | Temp. 3 - Finalista All Stars - 7º/8º lugar All Stars 4 - 6° lugar                |
| Mariah            | No        | Sí        | Sí        | 4           | Temp. 3 - 9º lugar All Stars 5 - 8* lugar                                         |
| BeBe Zahara Benet | No        | Sí        | No        | 2           | Temp. 1 - Ganadora All Stars 3 - 3º/4º lugar                                      |
| Carmen Carrera    | No        | Sí        | No        | 2           | Temp. 3 - 5º lugar                                                                |
| Tyra Sanchez      | No        | Sí        | No        | 1           | Temp. 2 - Ganadora                                                                |
| Latrice Royale    | No        | No        | Sí        | 3           | Temp. 4 - 4º lugar y Miss Simpatía All Stars - 7º/8º lugar All Stars 4 - 5° lugar |
| Chad Michaels     | No        | No        | Sí        | 2           | Temp. 4 - Finalista All-Stars - Ganadora                                          |
| Raja              | No        | No        | Sí        | 2           | Temp. 3 - Ganadora                                                                |
| Alexis Mateo      | No        | No        | Sí        | 1           | Temp. 3 - 3º lugar All Stars - 5º/6º lugar All Stars 5 - 5* lugar                 |
| Delta Work        | No        | No        | Sí        | 1           | Temp. 3 - 7º lugar                                                                |
| Sharon Needles    | No        | No        | Sí        | 1           | Temp. 4 - Ganadora                                                                |
| Willam            | No        | No        | Sí        | 1           | Temp. 4 - 6º lugar                                                                |